# Медаль «Генерал армии Хрулёв»
Меда́ль «Генера́л а́рмии Хрулёв» — ведомственная медаль Министерства обороны Российской Федерации, учреждённая приказом Министра обороны Российской Федерации № 210 от 10 июля 2004 года.

## Правила награждения
Согласно Положению медалью «Генерал армии Хрулёв» награждаются высшие и старшие офицеры Вооружённых Сил, награждённые знаком отличия офицеров Тыла Вооружённых Сил Российской Федерации, должностные лица, ведающие войсковым (корабельным) хозяйством, прослужившие и (или) проработавшие в Вооружённых Силах 20 лет и более в календарном исчислении, а также ветераны военной службы за большой личный вклад в организацию тылового обеспечения войск (сил).
Награждение медалью производится приказом начальника Тыла Вооружённых Сил Российской Федерации — заместителя Министра обороны Российской Федерации по представлениям его заместителей и помощников, начальников органов военного управления, подчинённых начальнику Тыла Вооружённых Сил Российской Федерации — заместителю Министра обороны Российской Федерации, начальников тыла — заместителей главнокомандующих видами Вооружённых Сил, командующих войсками военных округов, флотами, родами войск Вооружённых Сил, командиров воинских частей и начальников (руководителей) организаций Вооружённых Сил центрального подчинения в порядке, установленном в Министерстве обороны Российской Федерации.

## Правила ношения
Медаль носится в соответствии с Правилами ношения военной формы одежды военнослужащими Вооружённых Сил Российской Федерации и располагается после медали Министерства обороны Российской Федерации «Адмирал Горшков».

## Описание медали
Медаль изготавливается из металла серебристого цвета, имеет форму круга диаметром 32 мм с выпуклым бортиком с обеих сторон. На лицевой стороне медали: в центре — рельефное изображение портрета генерала армии А. В. Хрулева; по кругу в нижней части — рельефная надпись: «ГЕНЕРАЛ АРМИИ ХРУЛЕВ». На оборотной стороне медали рельефная надпись: в центре — в две строки: «Без Тыла нет Победы»; по кругу в верхней части — «МИНИСТЕРСТВО ОБОРОНЫ», в нижней части — «РОССИЙСКОЙ ФЕДЕРАЦИИ».
Медаль при помощи ушка и кольца соединяется с пятиугольной колодкой, обтянутой шёлковой муаровой лентой шириной 24 мм. С правого края ленты оранжевая полоса шириной 10 мм окаймлена чёрной полосой шириной 2 мм, левее — равновеликие голубая и малиновые полосы.
Элементы медали символизируют:
- изображение портрета генерала армии А. В. Хрулева — выдающиеся заслуги генерала армии А. В. Хрулева в организации тылового обеспечения войск в ходе Великой Отечественной войны 1941—1945 годов и в послевоенный период;
- надпись «Без Тыла нет Победы» — девиз Тыла Вооружённых Сил Российской Федерации и его роль в развитии Вооружённых Сил Российской Федерации;
- оранжевая полоса ленты медали, окаймлённая чёрной полосой, — статус медали как ведомственной награды Министерства обороны Российской Федерации;
- голубая и малиновая полосы — историческая преемственность цветов на предметах военной формы одежды офицеров интендантской службы Русской и Советской армий.

## Дополнительные поощрения награждённым
- Согласно Федеральному закону РФ «О ветеранах» и принятым в его развитие подзаконным актам, лицам, награждённым до 20 июня 2008 года медалью «Генерал армии Хрулёв», при наличии соответствующего трудового стажа или выслуги лет представляется право присвоения звания «ветеран труда»[1].